# Чинарёв, Павел Алексеевич
Па́вел Алексе́евич Чинарёв (род. 23 мая 1986, Ленинград (Сестрорецк), РСФСР, СССР) — российский актёр театра и кино.

## Биография

### Ранние годы
Павел Чинарёв родился 23 мая 1986 года в Ленинграде (Сестрорецк), в семье инженеров-электриков. У Павла есть родная старшая сестра Екатерина (род. 1976).
С детства и до поступления в театральный ВУЗ Павел посещал детскую театральную студию в Санкт-Петербурге, куда привела его старшая сестра. Актёрское мастерство в студии ему преподавал Антон Владимирович Духовской.
В шестнадцать лет поступил на факультет актёрского искусства и режиссуры Санкт-Петербургской государственной академии театрального искусства (СПбГАТИ) (мастерская профессора Льва Абрамовича Додина). Среднюю школу окончил экстерном. После третьего курса, не понимая, что от него хочет мастер, взял академический отпуск сроком на полгода и пошёл учиться на бармена. Продолжил учебу в академии уже в мастерской профессора Юрия Михайловича Красовского. Окончил СПбГАТИ по специальности «Актёрское искусство» в 2007 году.

### Карьера
По окончании академии решил не показываться в театрах с целью трудоустройства, как это делали большинство выпускников. Первые полгода занимался творческой деятельностью[что?] в области открытия новых супермаркетов. Затем около года работал таксистом.
В 2008 году был принят в труппу Государственного драматического театра «Приют комедианта» в Санкт-Петербурге.
Позже начал сотрудничать с петербургской независимой театральной группой «Театр post», созданной в 2011 году режиссёром Дмитрием Волкостреловым.
В 2011 году исполнил главную роль в самом радикальном спектакле российского театра «Солдат», поставленном по пьесе Павла Пряжко петербургским режиссёром Дмитрием Волкостреловым (совместная работа московского «Театра.doc» и санкт-петербургского «Театра post»).
В 2013—2014 годах состоял в стажёрской группе Московского Художественного театра имени А. П. Чехова (был занят в спектаклях «Конёк-горбунок» по сказке Ершова и «Пиквикский клуб» Диккенса), а в настоящее время[когда?] состоит в его труппе. Играет в спектаклях «Идеальный муж. Комедия» и «Карамазовы» режиссёра Константина Богомолова.
Сотрудничает также с Государственным театром наций в Москве, где занят в спектаклях «Гаргантюа и Пантагрюэль», «Идиот», «Три дня в аду» и «ГрозаГроза».
В 2015 году снялся в роли гопника-интеллектуала Петра в фильме Михаила Местецкого «Тряпичный союз». За исполнение роли в этом фильме Павел Чинарёв вместе с актёрами Василием Буткевичем, Александром Палем и Иваном Янковским был удостоен приза «За лучшую мужскую роль» мужскому актёрскому ансамблю на Открытом российском кинофестивале «Кинотавр» в Сочи в 2015 году.

### Личная жизнь
Павел Чинарёв женат на Алёне Александровне Бондарчук. У супругов есть сын (род. сентябрь 2016).

## Творчество

### Работы в театре
Государственный драматический театр «Приют комедианта» (Санкт-Петербург)
- 2008 — «Шоппинг & F**king» по произведению «Shopping & Fucking» («Шоппинг и секс») английского драматурга Марка Равенхилла (режиссёр — Сергей Щипицин)[11] —
- 2009 — «Сирано де Бержерак» по одноимённой пьесе Эдмона Ростана (режиссёр — Андрей Корионов, премьера — 23 ноября 2009 года) — Кристиан
- 2009 — «Лето, которого мы не видели вовсе» по одноимённой пьесе Юрия Клавдиева (режиссёр — Андрей Корионов, премьера — 10 апреля 2009 года) — Артём[12][13][14][15][16]
- 2011 — «Лир» по мотивам трагедии «Король Лир» Уильяма Шекспира (режиссёр-постановщик — Константин Богомолов, премьера — 23 сентября 2011 года) — Корделия Лировна Лир, младшая дочь короля Лира[17][18][19][20]
- 2012 — «Шинель. Dress Code» по мотивам повести «Шинель» Николая Васильевича Гоголя (режиссёр — Тимофей Кулябин, премьера — 8 марта 2012 года[21]) — чиновник департамента[22]
- 2016 — «Лир» (восстановленный спектакль) по мотивам трагедии «Король Лир» Уильяма Шекспира (режиссёр-постановщик — Константин Богомолов, премьера — 23 сентября 2011 года, восстановлен 21 сентября 2016 года) — Корделия Лировна Лир, младшая дочь короля Лира[17][23]

«Театр.doc» (Москва) и «Театр post» (Санкт-Петербург)
- 2011 — «Солдат» по пьесе Павла Пряжко (режиссёр — Дмитрий Волкострелов, премьера — 23 декабря 2011 года, длительность спектакля — 10 минут[24]) — солдат (главная роль)[7][25]

Московский Художественный театр имени А. П. Чехова
- 2013 (по настоящее время) — «Идеальный муж. Комедия» по пьесе Константина Богомолова по произведениям Оскара Уайлда (режиссёр — Константин Богомолов, премьера — 10 февраля 2013 года) — Мэйбл, сиротка[26][27]
- 2013 (по настоящее время) — «Карамазовы» по мотивам романа «Братья Карамазовы» Ф. М. Достоевского (режиссёр — Константин Богомолов, премьера — 26 ноября 2013 года) — механический мент / монах / бодигард при инвалидке / калинка-малинка / специальный / Любовь / трактирщик[28]

Государственный театр наций (Москва)
- 2013 — «Три дня в аду» по одноимённой пьесе Павла Пряжко (режиссёр — Дмитрий Волкострелов, премьера — 12 сентября 2013 года) — парень в военных штанах (главная роль)[29][30]
- 2014 — «Гаргантюа и Пантагрюэль» по мотивам одноимённого романа Франсуа Рабле (режиссёр — Константин Богомолов, премьера — 12 мая 2014 года) — как…шка и не только[31]
- 2015 — «Идиот» по мотивам одноимённого романа Ф. М. Достоевского (режиссёр — Максим Диденко, премьера — 16 декабря 2015 года) — Аглая Ивановна Епанчина / Гаврила (Ганя) Ардалионович Иволгин (поочерёдно)[32][33]
- 2017 — «ГрозаГроза» по мотивам пьесы «Гроза» А. Н. Островского (режиссёр — Евгений Марчелли, премьера — 28 марта 2017 года) — Борис Григорьевич, племянник купца Савела Прокофьевича Дикого / Тихон Иваныч Кабанов, сын купчихи Марфы Игнатьевны Кабановой («Кабанихи») (Павел исполняет в одном спектакле сразу обе эти роли)[34]

Московский государственный театр «Ленком»
- 2014 — «Борис Годунов» по мотивам одноимённой трагедии А. С. Пушкина (постановка — Константин Богомолов, премьера — 8 сентября 2014 года) — Пётр Фёдорович Басманов / игумен Чудова монастыря (Пафнутий)[5]

### Фильмография
1. 2000—2005 — ОБЖ — Пашка, ученик школы
2. 2005 — Garpastum — эпизод
3. 2007 — Преступление и наказание — эпизод
4. 2007 — Опера. Хроники убойного отдела 3 (серия № 10 «Драгоценные письма») — Сергей Загорулько
5. 2008 — Бумажный солдат — эпизод
6. 2009 — Литейный 3 (серия № 25 «Золотая осень») — Юра
7. 2009 — Одержимый — Джек (Женя) Рюмин, наркоман
8. 2009 — Отставник — радист
9. 2009 — Черчилль (фильм № 10 «Оптический обман») — Кирилл Каменев, сын Веры Андреевны и Олега Николаевича
10. 2010 — Тульский Токарев — бармен
11. 2010 — Черкизона. Одноразовые люди — Драгон
12. 2010 — Морские дьяволы 4 (серия № 22 «Брешь в защите») — Игорь
13. 2010 — Прощай, «Макаров»! (серия № 24 «Горнолыжный курорт») — Максим
14. 2011 — Казак — Михаил, сын бизнесмена Евгения Зарецкого
15. 2011 — Очкарик — Иван, сын криминального авторитета Максима Сибирцева («Сибиряка»)
16. 2011 — Иван и Толян — Анатолий (Толян) Найдёнков, частный детектив
17. 2012 — Крутой — Гера
18. 2012 — Литейный 7 (серия № 13 «Синдикат») — Лёня
19. 2012 — ППС 2 (серия № 7 «Самооборона») — Никита
20. 2014 — Королева бандитов 2 — Гоша
21. 2015 — Тряпичный союз — Пётр, гопник-интеллектуал
22. 2016 — Клим — Всеволод Долгих, капитан полиции
23. 2016 — Маршрут построен — Андрей, муж Ольги, отец Ксюши
24. 2016 — Шакал — Илья Любовский, бандит
25. 2016 — Стена — Григорий Колдырев, молодой служащий посольского приказа[35]
26. 2017 — Доктор Рихтер — Руслан Егоршин, врач-невролог
27. 2017 — Налёт — Марик, ветеринар
28. 2017 — Демон революции — матрос, освободивший Алексея Мезенцева из тюрьмы
29. 2017 — Гурзуф — Аркадий Лаврик, возлюбленный Регины Морозовой
30. 2018 — Мажор 3 — Иван Константинович Соловьёв, профессиональный автоугонщик, парень Анны Родионовой, друг Игоря Соколовского
31. 2018 — Подбросы — прокурор
32. 2018 — Доктор Рихтер 2 — Руслан Егоршин, врач-невролог
33. 2018 — Знахарь — Дима Чагин
34. 2018 — Эксперт — Андрей Владимирович Градов, специалист в области электронных систем безопасности банков
35. 2019 — Миллиард — Олег, внебрачный сын банкира Матвея Фёдоровича Левина, вооружённый грабитель-неудачник
36. 2019 — Прыжок Богомола — Константин Богомолов, советский военный разведчик с агентурным псевдонимом «Богомол», офицер НКВД / Гоша Сапрыкин (погоняло — «Мопс»), внедрённый в банду «Утюга» вор[36]
37. 2019 — Доктор Рихтер 3 — Руслан Егоршин, врач-невролог
38. 2019 — Детективный синдром — Александр Коротаев, старший лейтенант полиции
39. 2020 — Смертельные иллюзии — младший брат-иллюзионист
40. 2020 — Запретная зона — Алексей
41. 2020 — Доктор Преображенский — Гена
42. 2020 — Фея — Паша
43. 2021 — Мажор — Иван Константинович Соловьёв, профессиональный автоугонщик, друг Игоря Соколовского
44. 2021 — Метод 2 — Макс
45. 2021 — Девятаев — Николай Ларин, лётчик
46. 2021 — Вертинский — Василий Рощин
47. 2021 — Самка богомола — Денис Киприянов
48. 2021 — Обратимая реальность — Михаил, оперативник виртуальной полиции
49. 2022 — И снова здравствуйте! — Коля
50. 2022 — Однажды в пустыне — капитан Константин Жилин, сапёр
51. 2022 — Мажор 4 — Иван Константинович Соловьёв, профессиональный автоугонщик, друг Игоря Соколовского
52. 2022 — Зверобой — Олег Хлебников, следователь
53. 2023 — Сансара — Сергей
54. 2024 — Мажор в Сочи — Иван Константинович Соловьёв, профессиональный автоугонщик, друг Игоря Соколовского
55. 2025 — Этерна — Робер Эпинэ
56. 2025 — Мажор в Дубае — Иван Константинович Соловьёв, профессиональный автоугонщик, друг Игоря Соколовского
57. 2025 — Мажор 5 — Иван Константинович Соловьёв, профессиональный автоугонщик, друг Игоря Соколовского

## Награды
- 2013 — спектакль с участием Павла Чинарёва «Солдат» по пьесе Павла Пряжко режиссёра Дмитрия Волкострелова («Театр.doc» (Москва) совместно с «Театром post» (Санкт-Петербург)) был номинирован на российскую национальную театральную премию «Золотая маска» 2013 года (театральный сезон 2011—2012 годов) в конкурсе «Эксперимент» в категории «Лучший спектакль-эксперимент»[24].
- 2014 — спектакль с участием Павла Чинарёва «Идеальный муж. Комедия» по пьесе Константина Богомолова по произведениям Оскара Уайлда режиссёра Константина Богомолова (Московский Художественный театр имени А. П. Чехова) удостоен специального «Приза критики» российской национальной театральной премии «Золотая маска» 2014 года (театральный сезон 2012—2013 годов)[26][27].
- 2015 — приз «За лучшую мужскую роль» мужскому актёрскому ансамблю на Открытом российском кинофестивале «Кинотавр» в Сочи — за исполнение роли в фильме «Тряпичный союз» режиссёра Михаила Местецкого (вместе с актёрами Василием Буткевичем, Александром Палем и Иваном Янковским)[9][10].